# فيصل الراجحي
فيصل مطلق الراجحي رياضي بارالمبي كويتي. فاز بالميدالية البرونزية في سباق 5000 متر للرجال تي54 في دورة الألعاب البارالمبية الصيفية 2024. كما فاز بالبرونزية في الألعاب الآسيوية البارالمبية 2022. وفاز في باريس 2023 بالميدالية الفضية. وفي كوبي 2024 فاز بالذهبية.
وهو لاعب كرة سلة من ذوي الاحتياجات الخاصة يلعب لدى المنتخب الكويتي لكرة السلة بوساطة الجري على الكراسي المتحركة، وقد حقق أرقام قياسية في سباق 800 متر في البطولة الوطنية المقامة في سويسرا.

## روابط خارجية
- فيصل الراجحي في اللجنة البارالمبية الدولية